# أ. إس. بوش
أ. إس. بوش هو سياسي أمريكي، ولد في 24 ديسمبر 1837 في مقاطعة ياتس في الولايات المتحدة، وتوفي في 2 يوليو 1917 في باي سنتر في الولايات المتحدة. نشط حزبياً في الحزب الجمهوري. وقد انتخب عضو مجلس نواب واشنطن ‏ (1893 – 1899).